# Acinipo
Acinipo (en latin : Acinippo) est un site archéologique situé dans la Serranía de Ronda sur le territoire communal de Ronda, à 20 kilomètres du centre-ville, dans la province de Malaga, en Andalousie, en Espagne.
Situé à 999 mètres au-dessus du niveau de la mer, il occupe une position stratégique sur une élévation calcaire d'origine tertiaire avec des terres agricoles très fertiles.

## Étymologie
Le toponyme Acinippo se compose de deux éléments : Acini, qui désignait probablement les habitants du pic, et ippo, qui signifie « ville » en langue tartessienne, de sorte que sa signification originale serait « ville des habitants du pic ». Toutefois, la présence d'une grappe de raisin sur les monnaies d'Acinipo suggère que les Romains interprétaient acini comme « grains de raisin », de la même manière qu'ils associaient le nom d'Osuna (Urso) à l'ours (ursus) qui apparaissait sur leurs monnaies.

## Histoire

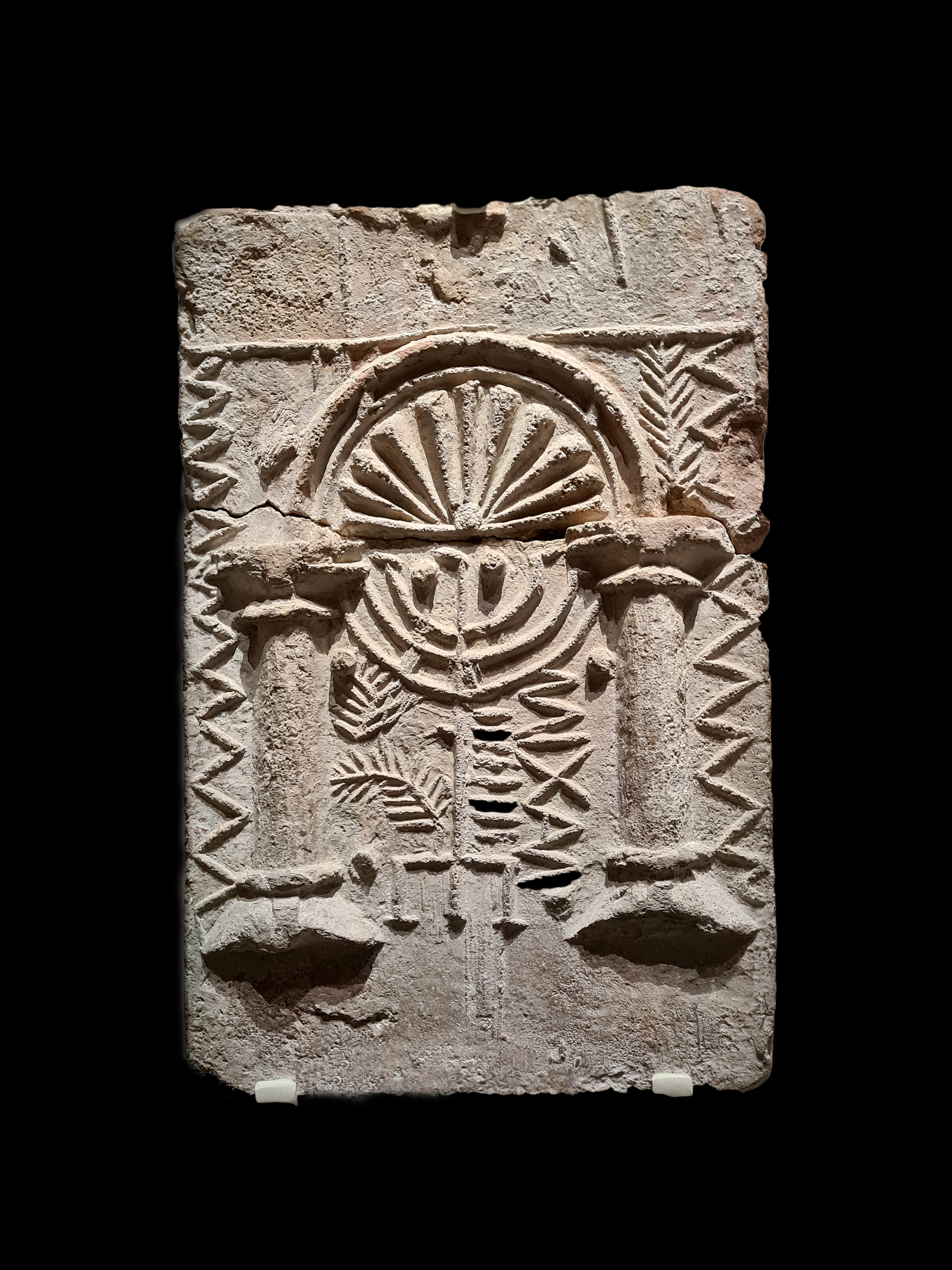
Brique funéraire.

Occupé depuis le Néolithique, Acinipo conserve comme vestiges des âges des métaux (âge du cuivre et du bronze) une série de huttes circulaires protohistoriques découvertes lors des dernières fouilles effectuées dans la ville. Acinipo connaît cependant son apogée durant la période romaine, surtout à partir de la fin du Ier siècle apr. J.-C.
Le nom d'Acinippo apparaît pour la première fois dans des textes de Ptolémée et de Pline l'Ancien, ainsi que sur des pièces de monnaie, sur une inscription et au concile d'Illiberis. Il est étudié par des érudits du XVIe siècle, comme Lorenzo de Padilla, et c'est au XVIIe siècle que Fariña del Corral identifie le théâtre existant comme étant romain (1650). Acinipo est connu depuis l'Antiquité sous le nom de Ronda la Vieja (Ronda-la-Vieille), car il est considéré comme la localisation d'origine de l'actuelle Ronda ; en réalité, les deux villes, Acinippo et Arunda, ont longtemps coexisté.
La ville commence son déclin au cours du IIIe siècle ; au IVe siècle, elle perd toute son importance dans la région, passant son hégémonie au territoire voisin d'Arunda. D'après les dernières recherches et la découverte de restes de céramique, la ville pourrait être inhabitée depuis le VIIe siècle.

## Description du site

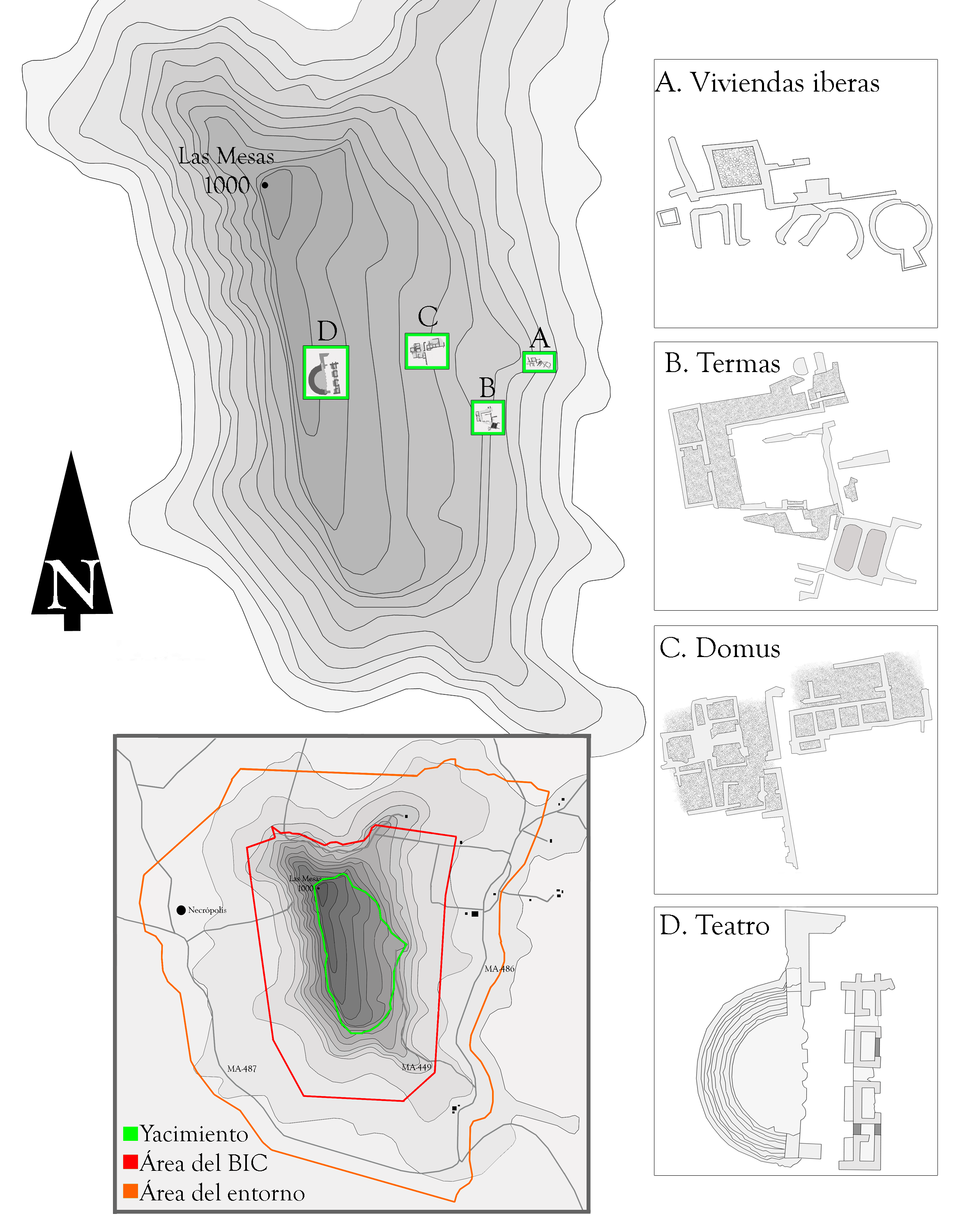
Plan du site.

La ville est construite sur une pente raide, ce qui signifie que tous les bâtiments de la ville ont dû être construits de manière échelonnée.

### Théâtre
Le théâtre d'Acinipo est l'élément le mieux conservé du site ; cette construction tire parti de la pente même pour les gradins, creusés directement dans la roche. Le mur de scène du théâtre, édifié avec les pierres issues de la construction des gradins, tient encore debout bien que les éléments architecturaux les plus représentatifs aient disparu au fil des siècles. Il y avait autrefois deux vomitoires latéraux pour l'accès du public, ainsi qu'un mur d'enceinte qui n'a pas survécu.

### Thermes

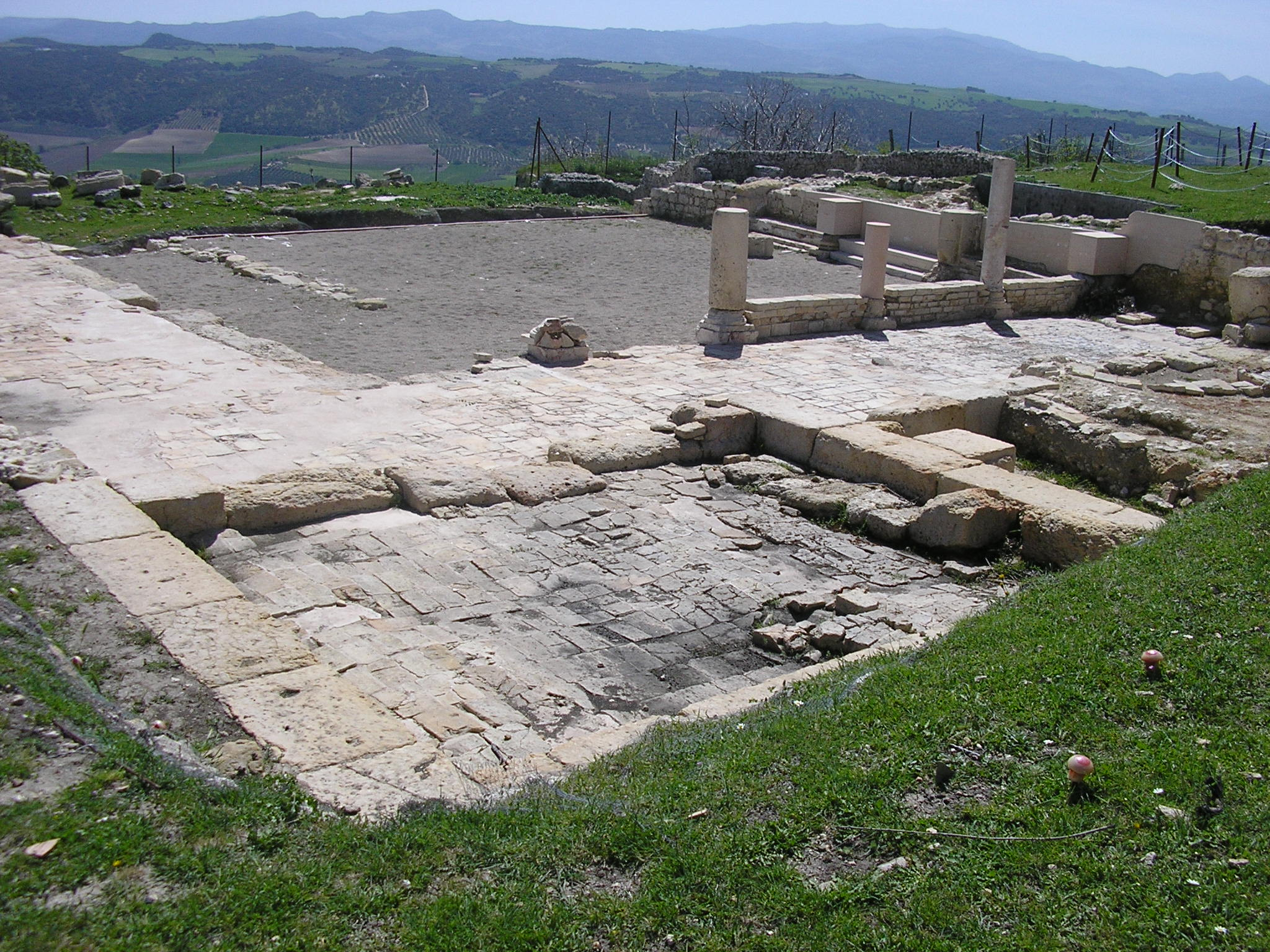
Thermes d'Acinipo.

Les thermes, construits au Ier siècle apr. J.-C. et situés dans la partie basse de la ville, ont été partiellement fouillés ces dernières années. Il est possible d'observer le caldarium, le tepidarium et d'autres pièces, ainsi que diverses conduites d'eau et des éléments architecturaux tels que des colonnes.

### Muraille
Acinipo possédait une muraille tout autour de son périmètre dont il est encore possible de voir des restes, bien que la hauteur de celle-ci soit inconnue. De la plupart des tours circulaires qu'elle devait avoir, il ne reste qu'une partie de l'une d'elles, que l'on peut également observer. 
La ville fortifiée d'Acinipo avait le privilège de frapper des pièces de monnaie, ce qui est attesté par de nombreuses découvertes numismatiques.